# 필립작은귀땃쥐
필립작은귀땃쥐(Cryptotis phillipsii)는 땃쥐과에 속하는 포유류의 일종이다. 멕시코에서 발견된다.